# Кач (округ)
Кач (гудж. કચ્છ જિલ્લો Каччх Джилло; синдхи ڪڇ ضلو; англ. Kutch) — самый большой по площади округ в индийском штате Гуджарат и во всей Индии. Площадь округа — 45 612 км². Административный центр — город Бхудж. По данным всеиндийской переписи 2001 года население округа составляло 1 583 225 человек. Уровень грамотности взрослого населения составлял 59,79 %, что соответствовало среднеиндийскому уровню (59,5 %). Доля городского населения составляла 30 %. В 2001 году округ сильно пострадал от Гуджаратского землетрясения.

## Населённые пункты
- Анджар
- Бхачау
- Лакхпат
- Мандви
- Мундра
- Налия